# Art Film Fest
Международный кинофестиваль Art Film Fest в Тренчанских Теплицах (англ. Art Film Fest — фестиваль элитарного кино) — международный кинофестиваль. Проводится ежегодно в Словакии в курортном городе Тренчьянске Теплице с 1993 года. Старейший кинофестиваль в Словакии. Первый кинофестиваль проводился под покровительством ЮНЕСКО.
В первые годы награждали в основном авторов документальных фильмов. С 1995 года вручается премия Миссия актёра. Премия присуждается за особый вклад в искусство кино. Отмечают ею за прошлые заслуги.
Первым счастливчиком, кому достался этот приз стал Франко Неро, а на сегодняшний день многие других всемирно знаменитых артистов (такие, как Жан-Поль Бельмондо, Катрин Денёв, Лив Ульман, Омар Шариф, Джеральдина Чаплин, Джина Лоллобриджида, Орнелла Мути) были удостоены в следующие пятнадцати лет кинофестиваля.
В 1995 году фестиваль дополнен призом Золотая Камера. Среди награждённых этим призом — Роман Полански, Анджей Вайда, Иржи Менцель.

## Награды
В международном конкурсе художественных фильмов:
- Синий ангел за лучший фильм. Вручается продюсеру фильма
- Синий ангел за лучшую режиссуру
- Синий ангел за лучшую женскую роль
- Синий ангел за лучшую мужскую роль

В международном конкурсе короткометражных фильмов:
- Синий ангел за лучший короткометражный фильм. Вручается режиссёру

## Специальные награды
- Миссия актёра
- Золотая камера

## Наши[уточнить]в Тренчанских Теплицах

### 2011
В международном конкурсе художественных фильмов:
- Охотник (2011), Бакур Бакурадзе
- Овсянки (2010), Алексей Федорченко

В международном конкурсе короткометражных фильмов:
- All-Inclusive (2010), Станислав Брищук
- Летаргия (2010), Руслан Батытскый, Украина

В программе «Европейский угол»:
- Елена (2011), Андрей Звягинцев
- Ходорковский (2011), Сирил Туши, Германия
- В субботу (2011), Александр Миндадзе

В программе «Любовь и анархия»:
- Я (2009), Игорь Волошин
- Кочегар (2010), Алексей Балабанов
- Моя перестройка (2010), Робин Хессман, США, Великобритания

Тема: Опасные дети
- Лидер всегда прав (2010), Salomé Jashi, Грузия
- Суса (2010), Русудан Пирвели, Грузия